# Gradišče, Ajdovščina
Gradišče (izgovarjava [ɡɾaˈdiːʃtʃɛ]; v starejših virih tudi Gradiše, italijansko Gradischie) je nekdanje naselje v občini Ajdovščina v zahodni Sloveniji. Danes je del Ajdovščine. Leži na Primorskem, danes pa je del Goriške statistično regije.

## Geografija
Gradišče leži severozahodno od Ajdovščine, na jugozahodnem pobočju Gradiške gmajne (215 m).

## Ime
Gradišče je po domače znano kot Gradiše. Ime se nanaša na železnodobno utrdbo na vrhu Gradiške gmajne. Gradišče je v Sloveniji razmeroma pogost toponim, ki se nanaša na lokacije s tovrstnimi objekti in utrdbami. Enako pomensko motivacijo najdemo v sorodnih toponimih slovanskega izvora: italijanski Gradisca d'Isonzo (Gradišče ob Soči), romunski Horodiște, ruski Gorodišče, srbski Gradište in ukrajinski Gorodišče.

## Zgodovina
Gradišče je imelo leta 1880 40 prebivalcev v sedmih hišah, leta 1890 34, leta 1900 pa 33 prebivalcev. Gradišče je bilo leta 1953 priključeno Ajdovščini in s tem izgubilo status samostojnega naselja.